# Konstantinowka (Kaliningrad, Osjorsk)
Konstantinowka (russisch Константиновка, deutsch Kieselkehmen, 1938–1956 Kieselkeim) ist ein kleiner Ort in der russischen Oblast Kaliningrad im Rajon Osjorsk. Der Ort gehört zur kommunalen Selbstverwaltungseinheit Munizipalkreis Osjorsk. 

## Geographische Lage
Konstantinowka liegt einen Kilometer östlich der russischen Fernstraße R 508 an der Kreisgrenze vom Rajon Osjorsk zum Rajon Gussew (Gumbinnen). Eine unwegsame Nebenstraße führt von Putjatino (Kissehlen, 1938–1946 Angermühle) am westlichen Angerappufer über Konstantinowka zur Fernstraße R 508.

## Geschichte
Das frühere Gutsdorf Kieselkehmen wurde am 18. März 1874 Amtsdorf für den acht Landgemeinden bzw. Gutsbezirke umfassenden Amtsbezirk Kieselkehmen. Er gehörte bis 1945 zum Landkreis Gumbinnen im Regierungsbezirk Gumbinnen der preußischen Provinz Ostpreußen. Standesamtlich war das Dorf mit Nemmersdorf (Majakowskoje) verbunden.
Im Jahre 1910 zählte Kieselkehmen 168 Einwohner, bevor sich am 30. September 1928 der Gutsbezirk Kieselkehmen mit dem Gutsbezirk Kissehlen (1938–1946 Angermühle, seit 1946: Putjatino) und der Landgemeinde Datzkehmen (1938–1946 Lorenzfelde, seit 1946: Maloje Rjasanskoje) zur neuen Landgemeinde Datzkehmen zusammenschloss. Am 3. Juni 1938 schließlich – mit amtlicher Bestätigung vom 16. Juli 1938 – musste Kieselkehmen seinen Namen aus politisch-ideologischen Gründen verändern und wurde jetzt „Kieselkeim“ genannt.
Infolge des Zweiten Weltkrieges kam das Dorf unter sowjetische Administration. Es erhielt 1947 den russischen Namen Konstantinowka und wurde zunächst in den Dorfsowjet Majakowski selski Sowet im Rajon Gussew eingegliedert. Später gelangte der Ort in den Sadowski selski Sowet im Rajon Osjorsk. Von 2008 bis 2014 gehörte der Ort zur Landgemeinde Krasnojarskoje selskoje posselelenje, von 2015 bis 2020 zum Stadtkreis Osjorsk und seither zum Munizipalkreis Osjorsk.

### Amtsbezirk Kieselkehmen/Kieselkeim
Zwischen 1874 und 1945 war Kieselkehmen namensgebender Ort und Amtssitz des neugebildeten Amtsbezirks Kieselkehmen, in den acht Ortschaften eingegliedert waren:
| Name (bis 1938)                               | Name (1938–1946)  | Heutiger Name      | Bemerkungen                                         |
| --------------------------------------------- | ----------------- | ------------------ | --------------------------------------------------- |
| Landgemeinden:                                |                   |                    |                                                     |
| Abschermeningken                              | Fuchstal          | Retschkalowo       |                                                     |
| Datzkehmen                                    | Lorenzfelde       | Maloje Rjasanskoje |                                                     |
| Klein Datzen                                  | Klein Datzen      | Samostje           | 1935 in die Landgemeinde Spirockeln eingegliedert   |
| Klein Pruszillen seit 1936: Klein Pruschillen | Kleinpreußenbruch | Stolbowoje         |                                                     |
| Krauleidszen seit 1936: Krauleidschen         | Schöppenfelde     | Kolchosnoje        |                                                     |
| Spirockeln                                    | Hohenfried        |                    |                                                     |
| Gutsbezirke:                                  |                   |                    |                                                     |
| Kieselkehmen                                  | Kieselkeim        | Konstantinowka     | 1928 in die Landgemeinde Datzkehmen eingegliedert   |
| Krauleidszen seit 1936: Krauleidschen         | Schöppenfelde     | Kolchosnoje        | 1928 in die Landgemeinde Krauleidszen eingegliedert |

Im Jahre 1939 erhielt auch der Amtsbezirk die Umbenennung in „Amtsbezirk Kieselkeim“, der als solcher bis 1945 existierte und per 1. Januar 1945 noch die fünf Gemeinden Fuchstal, Hohenfried, Kleinpreußenbruch, Lorenzfelde und Schöppenfelde umfasste.

## Kirche
Bis 1945 war die überwiegend evangelische Bevölkerung Kieselkehmens/Kieselkeims in das Kirchspiel der Kirche Nemmersdorf (Majakowskoje) eingepfarrt. Es lag im Kirchenkreis Gumbinnen (Gussew) in der Kirchenprovinz Ostpreußen der Kirche der Altpreußischen Union. Letzter deutscher Geistlicher war Pfarrer Hans Puschke.
In der Sowjetzeit war alle kirchliche Betätigung untersagt. Erst in den 1990er Jahren bildeten sich in der Oblast Kaliningrad wieder evangelische Gemeinden, deren Konstantinowka nächstgelegene die der Salzburger Kirche in Gussew (Gumbinnen) ist. Sie ist Teil der ebenfalls neugegründeten Propstei Kaliningrad in der Evangelisch-Lutherischen Kirche Europäisches Russland (ELKER).

## Schule
Ein neues Schulgebäude wurde im Jahr 1901 in Kieselkehmen errichtet. Letzter deutscher Lehrer vor 1945 war Eugen Tischler.

## Persönlichkeiten
- Heinrich Bernhard Austin (1723–1780), Kriegs- und Domänenrat und Gutsbesitzer